# Rajko Grlić
Rajko Grlić (nascut el 2 de setembre de 1947) és un director de cinema, productor i guionista croat. És professor de teoria del cinema a la Universitat d'Ohio i director artístic del Festival de Cinema de Motovun a Motovun, Croàcia.

## Biografia
Rajko Grlić a néixer el 1947 a Zagreb, República Socialista de Croàcia, República Federal Socialista de Iugoslàvia. El seu pare era Danko Grlić, famós filòsof croat. La família de Grlić (Gerlich) per part del pare va arribar a Zagreb des de Schwarzwald, Alemanya al segle xix, mentre que la seva mare Eva (nascuda Israel) és de la família jueva de Sarajevo.
Es va graduar a la Facultat de Cinema de l'Acadèmia d'Arts Escèniques de Praga (FAMU)al mateix temps que Emir Kusturica, Sèrbian director de cinema. Durant la Guerra d'Independència de Croàcia, Grlic es va traslladar als EUA.
El 2017, Grlić ha signat la Declaració sobre la llengua comuna dels croats, serbis, bosnians i montenegrins.

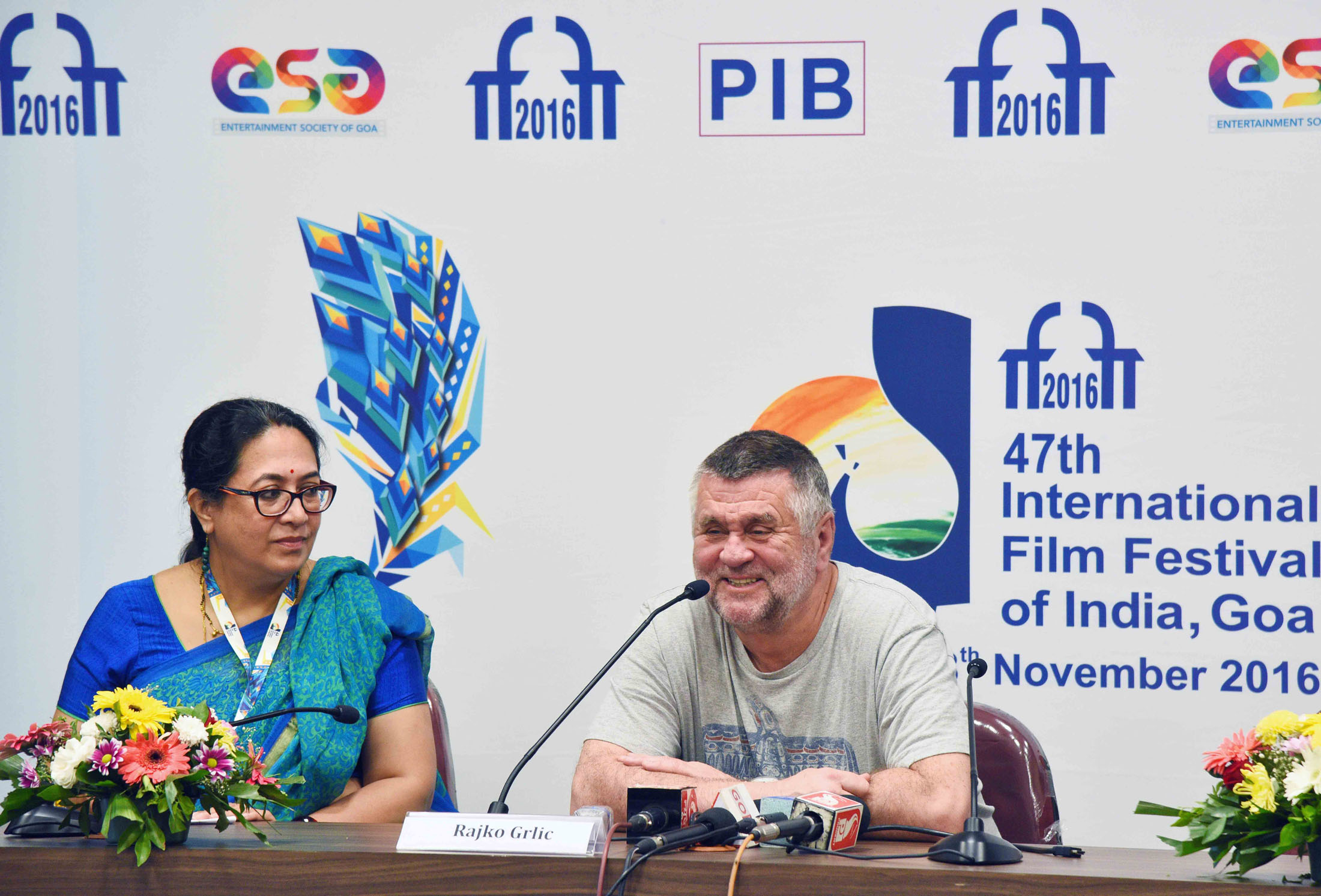
Rajko Grlić (dreta), IFFI (2016)

## Filmografia

### Com a director
- Kud puklo da puklo (1974)
- Bravo maestro (1978)
- Samo jednom se ljubi (1981)
- U raljama života (1984)
- Za sreću je potrebno troje (1985)
- Đavolji raj - ono ljeto bijelih ruža (1989)
- Čaruga (1991)
- Josephine (2002)
- Karaula, 2006)
- Neka ostane među nama, 2010)
- Ustav Republike Hrvatske (2016)
- Svemu dodje kraj (2024)

### Com a productor
- Kud puklo da puklo, 1974)
- U raljama života, 1984)
- Za sreću je potrebno troje, 1985)
- Đavolji raj (1989)
- Čaruga (1991)
- Who Wants to be a President (2001)
- Sretno dijete (2004)